# Rhacochelifer villiersi
Rhacochelifer villiersi är en spindeldjursart som beskrevs av Max Vachon 1938. Rhacochelifer villiersi ingår i släktet Rhacochelifer och familjen tvåögonklokrypare. Inga underarter finns listade i Catalogue of Life.